# Lac Hanging Basket
 (octobre 2016).
Le lac Hanging Basket (en anglais : Hanging Basket Lake) est un lac américain dans le comté de Mariposa, en Californie. Il est situé à 3 240 mètres d'altitude au sein de la Yosemite Wilderness, dans le parc national de Yosemite.